# An-Nabk (dystrykt)
An-Nabk (arab. منطقة النبك) – jedna z 10 jednostek administracyjnych drugiego rzędu (dystrykt) muhafazy Damaszek w Syrii. Jest położona w południowej części kraju. Graniczy od wschodu z dystryktem Al-Kutajfa, od południa z dystryktem Jabrud, od zachodu z Libanem, a od północy z muhafazą Hims.
W 2004 roku dystrykt zamieszkiwało 80 001 osób.